# Gonzalo Pereira Cejudo
Gonzalo Pereira Cejudo (Barcelona, España, 14 de febrero de 1997), conocido como Gonzalo Pereira, es un futbolista español que juega como defensa central en las filas del Águilas Fútbol Club de la Segunda División RFEF.

## Trayectoria
Nacido en Barcelona, Pereira se formó en las categorías inferiores del FC Damm, en 2016 llegó al CE Sabadell para jugar en su filial en Tercera División. En la siguiente temporada, firmó por el CF Reus Deportiu para jugar en el filial de Tercera División.
Hizo su debut con el primer equipo en la Liga 123, el 19 de agosto de 2018, sustituyendo al lesionado Mikel Villanueva en una derrota por 0-2 frente a la UD Las Palmas, donde jugaría 58 minutos.
En febrero de 2019, tras la expulsión de 2ª División del conjunto catalán, todos sus jugadores obtuvieron la carta de libertad, el defensa se compromete hasta el final de temporada con el Club Deportivo Calahorra de la Segunda División B. 
El 7 de diciembre de 2019, debutó con el Levante UD en el derbi frente al Valencia CF, jugando 12 minutos. El 19 de diciembre jugó su segundo partido en Copa del Rey ante el Melilla CD, jugando los 90 minutos. 
El 23 de agosto de 2020 fichó por una temporada por la Sociedad Cultural y Recreativa Peña Deportiva de la Isla de Ibiza que juega en Segunda División B.
El 11 de julio de 2021, firma por el Águilas Fútbol Club de la Segunda División RFEF.

## Clubes
| Club                                          | País   | Año       |
| --------------------------------------------- | ------ | --------- |
| CE Sabadell B                                 | España | 2016-2017 |
| C. F. Reus Deportiu B                         | España | 2017-2018 |
| C. F. Reus Deportiu                           | España | 2018-2019 |
| CD Calahorra                                  | España | 2019      |
| Atlético Levante                              | España | 2019-2020 |
| Sociedad Cultural y Recreativa Peña Deportiva | España | 2020-2021 |
| Águilas Fútbol Club                           | España | 2021-     |